# Fujiwara no Kiyosuke
Fujiwara no Kiyosuke (藤原清輔?   1104-17 de julio de 1177) fue un poeta, escritor y cortesano japonés que vivió a finales de la era Heian. Fue descendiente de Fujiwara no Uona y perteneció a la rama Fujiwara Hokke del clan Fujiwara. Su nombre al nacer fue Takanaga. Fue hijo de Fujiwara no Akisuke y tuvo como hermano mayor a Fujiwara no Akikata, como hermano menor a Fujiwara no Shigeie y como hermanastro al monje Kenjō. Tuvo como hijo a Fujiwara no Kiyosue.

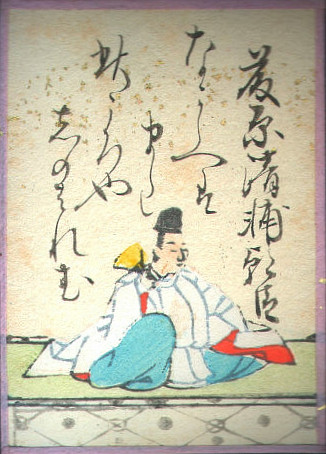
Fujiwara no Kiyosuke, en el Ogura Hyakunin Isshu.

En 1144 asistió a su padre en la compilación de la antología imperial Shika Wakashū ordenada por el Emperador Sutoku, sin embargo, tanto Kiyosuke como su padre tuvieron varias diferencias de criterio en la compilación. Luego se distanció de su padre y decidió convertirse en un oficial de rango, otorgandósele el título de Shōshii. El Emperador Nijō le asignó la orden de compilar la antología Shokushika Wakashū, concluyéndolo tras la muerte del emperador en 1165. 
Escribió una gran cantidad de libros de poesía tales como el Fukuro Sōshi (袋草紙?), el Ōgishō (奥義抄?) y el Waka Ichiji Shō (和歌一字抄?), el Waka Genzai Shomokuroku (和歌現在書目録?), el Waka Shogakushō (和歌初学抄?), entre otros y estableció un estilo de poesía waka llamado Rokujō Fujiwara Kagaku (六条藤家歌学?), convirtiéndose en un autor importante referente a la poesía waka en la era Heian. Noventa y seis de sus poemas fueron incluidos en el Senzai Wakashū y compiló personalmente sus poemas en el Kiyosuke Ason-shū (清輔朝臣集?)